# مخطمة تكسانية
مخطمة تكسانية (الاسم العلمي:†Rhynchonella texana) هي نوع منقرض من عضديات الأرجل تتبع جنس المخطمة من فصيلة المخطمات.